# António Lacerda Sales
António Lacerda Sales (Caldas da Rainha, 3 de junho de 1962) é um médico e político português.

## Biografia
António Sales formou-se em Medicina pela Faculdade de Medicina da Universidade de Coimbra. É especialista em ortopedia e medicina desportiva nas quais já efetuou estudos e publicações.
Exerceu medicina no hospital distrital de Santo André em Leiria e atualmente continua a exercer no Centro Hospitalar de São Francisco e em clínica própria, também em Leiria.
Em 2015 aquando das legislativas foi eleito deputado pelo distrito de Leiria para a XIII Legislatura, onde participou em diversas comissões e grupos de trabalho parlamentares.
Em 6 de outubro de 2019 aquando das legislativas foi eleito deputado pelo distrito de Leiria para a XIV Legislatura, tendo sido depois nomeado pelo Primeiro-ministro indigitado António Costa para ser um dos 50 secretários de estado do XXII Governo Constitucional para a pasta de Secretário de Estado da Saúde de 26 de outubro de 2019 a 17 de setembro de 2020 e de Secretário de Estado Adjunto e da Saúde a partir de 17 de setembro de 2020.
Nas eleições autárquicas de 2021 foi eleito Presidente da Assembleia Municipal do concelho de Leiria.
Nas eleições legislativas de 2022, foi escolhido para cabeça de lista do Partido Socialista no Distrito de Leiria, tendo levado à primeira vitória do PS no distrito em toda a história.
Após a demissão da Ministra da Saúde Marta Temido, apresentou a sua demissão do cargo de Secretário de Estado, com efeito a 13 de setembro de 2022.

## Resultados Eleitorais

### Eleições Legislativas
| Data | Partido     | Partido | Circulo eleitoral | Posição     | Cl.    | Votos          | %              | +/-    | Status                                    | Notas |
| ---- | ----------- | ------- | ----------------- | ----------- | ------ | -------------- | -------------- | ------ | ----------------------------------------- | ----- |
| 2015 |             | PS      | Leiria            | 2.º (em 10) | 2.º    | 59 184         | 24,82 / 100,00 |        | Eleito                                    |       |
| 2019 | 3.º (em 10) | PS      | Leiria            | 2.º         | 69 482 | 31,07 / 100,00 | 6,25           | Eleito | Secretário de Estado da Saúde (2019-2022) |       |
| 2022 | 1.º (em 10) | PS      | Leiria            | 1.º         | 84 253 | 35,79 / 100,00 | 4,72           | Eleito | Secretário de Estado da Saúde (2019-2022) |       |

### Eleições Autárquicas

#### Assembleia Municipal
| Data | Partido | Partido | Concelho | Posição     | Cl. | Votos  | %              | +/- | Status | Notas                              |
| ---- | ------- | ------- | -------- | ----------- | --- | ------ | -------------- | --- | ------ | ---------------------------------- |
| 2021 |         | PS      | Leiria   | 1.º (em 33) | 1.º | 27 752 | 46,00 / 100,00 |     | Eleito | Presidente da Assembleia Municipal |